# 悪魔とドルチェ
『悪魔とドルチェ』（あくまとドルチェ）は、鈴木ジュリエッタによる日本の少女漫画。漫画雑誌『ザ花とゆめ』（白泉社）にて、2005年6/1号に初掲載され、2008年9/25号の9話を最後に掲載が止まているとなっている。

## あらすじ
マユリは、まだ15歳の高校一年生。海外赴任中の両親と離れて大きな家でひとり暮らし中。
級友ともなかなか馴染めない彼女の特技は、なんと『悪魔の召喚』。とはいっても、現れるのは可愛い使い魔クラスばかり。見習い魔女らしく、おつかいのご褒美にお菓子を渡すぬるい日々が続いていた。
ところがある日、召喚に応じて現れたのは大悪魔ビュートだった。

## 登場人物
小倉マユリ（おぐら マユリ）
小5のころから家伝の悪魔召喚でデモンズロードを通る使い魔を呼び出しては、身辺の雑事を頼んでいた。ある日、魔法陣から現われた上級悪魔ビュートを召喚してしまう。次第にビュートに惹かれ、もうひとつの特技であるお菓子づくりの技を駆使し、やがてビュートとうち解けて行く。
ベルゼビュート（ベルセブブ）
通称、ビュート。大悪魔で地獄の大公。甘いお菓子に目が無く、それゆえ気まぐれに係わったマユリに、次第に引き寄せられて行くことになる。家臣はサメの姿をしている。
メフィスト
ビュートの部下。ビュートの命令によりマユリの同級生として転校してくる。ビュートへの忠誠心はあるが、ビュートからかって遊ぶことも多い。ビュートの命令（マユリの友達でいること）を遂行するために、ビュートの別の命令に逆らうこともある。
ユフィール
ビュートの幼なじみで、地獄一の薬師（コスチュームは黒ナース）。お菓子づくりが下手で、想うビュートに相手にされていなかった。マユリを陥れるものの、嘆くビュートに耐えきれず、ふたりの仲を取り持ってしまう。
フロスト
幼い頃、森に食べ物を探しに行ったところ、そこはビュートの庭だったため、庭荒しとして罠にかかってしまう。姿を現したビュートに3日間助けてもらえず、生死を彷徨った。以来、ビュートに敵愾心を抱く悪魔。人質としてマユリをさらうが、マユリが倒れたことに動揺し、またしてもビュートに助けられる。家臣は、自分で育てた魚を人間化させたもの。
ルシフェル
ビュートの同胞。よくお茶会を開く。
アスタロト
マユリの母親に召喚された悪魔。死んだマユリの実父に代わりにマユリが成人するまで父親となる契約を交わした。海外出張中。休暇でマユリの元に帰ってきたときに、ビュートの存在を知る。別れさせようとユフィールと手を組むが、両親に憧れているというマユリの話を聞いてユフィールを裏切る。
マユリの母
アスタロトと連れだって海外赴任中。魔女でお菓子づくりの達人。魔法のお菓子レシピ本をマユリに託して行く。

## 書誌情報
- 鈴木ジュリエッタ『悪魔とドルチェ』白泉社〈花とゆめコミックス〉、既刊2巻（2007年11月現在）
  1. 2007年6月25日発行、ISBN 978-4-592-18501-7
  2. 2007年11月25日発行、ISBN 978-4-592-18502-4

## 参照
1. ↑  鈴木ジュリエッタ Twitter